# 迷蹤羅漢拳
迷蹤羅漢拳，是北少林迷蹤派支流。

## 歷史
迷蹤羅漢拳從前只有家傳，自葉雨亭開始公開傳授於河北省滄縣、南皮兩地。先後受聘於北平九門提督王淮慶、張學良及山東督軍張宗昌等，成為軍中總教練。三十年代南下上海精武，數年後轉聘為香港南華體育會少林拳班教師。抗戰時期，葉雨亭轉到廣州灣，任教西營新武堂。戰後，南華會員力懇回港復任。

## 拳術
鐵腳羅漢拳、六合羅漢拳、韋陀羅漢拳、長拳、唐拳、笑和緣、抹面拳、同背拳、袍拳等。

## 兵器
虎頭雙鉤、緹袍劍、斬馬刀、梅花槍、綑羊棍、雪花刀等。

## 對拆
四攻四守、雙鉤進槍、單刀枴子進槍等。

## 主要分支
*香港精武體育會
- 香港南華體育會[來源請求]

## 門人
馬金雄（世界迷踪羅漢聯會會長，世界十段）、勵光明（美國白豹館掌門、世界十段）等。再傳弟子有郭其聰及郭華強等。

## 世界迷蹤羅漢聯會
會長：馬金雄，世界十段